# Love Comes Softly
Love Comes Softly (en español El amor llega suavemente, El amor viene suavemente o El amor toma su tiempo) es un drama cristiano para televisión, basado en la serie de libros de Janette Oke. 
Tuvo su estreno en Hallmark Channel el 13 de abril de 2003. Fue dirigido por Michael Landon Jr., y protagonizado por Katherine Heigl, como Marty Claridge y por Dale Midkiff como Clark Davis.
Es la primera en una serie de películas hechas para la televisión por Hallmark Channel, y fue producida para Hallmark por Larry Levinson Productions.
Los filmes siguientes son: Love's Enduring Promise (Amar es una Promesa) (2004), Love's Long Journey (El Largo Viaje del Amor) (2005), Love's Abiding Joy (El Gozo de Amar) (2006), Love's Unending Legacy (El Amor Inacabable Legado) (2007), Love's Unfolding Dream (El Sueño de Amar) (2007), Love Takes Wing (El Amor Tiene Alas) (4 de abril de 2009), y Love Finds a Home (El Amor Encuentra Hogar) (11 de abril de 2009), así como tres precuelas en 2011, Love Begins (El Amor Comienza), Love's Everlasting Courage (El Valor Eterno del Amor), y Love's Christmas Journey (El Viaje Navideño del Amor) (5 de noviembre de 2011).

## Argumento
Marty Claridge (Katherine Heigl) llega al oeste con su esposo Aaron Claridge (Oliver Macready). Poco después Aaron muere en un accidente cabalgando. Marty, embarazada y sin familia ni amigos cerca, necesita un lugar donde permanecer durante el invierno hasta poder dirigirse al Este en primavera. Sin más opciones acepta la oferta de Clark Davis (Dale Midkiff), un hombre viudo que se ofrece a darle un lugar para pasar el invierno y la tarifa de la caravana rumbo al Este en la primavera a cambio de casarse con él pues Clark quiere ofrecerle una influencia maternal a su pequeña hija Missie (Skye McCole Bartusiak). Clark y Marty duermen separados. Al principio las cosas no funcionan pues Marty y Missie no se llevan bien pero poco a poco empiezan a entenderse y a encariñarse una con la otra. Marty conoce más sobre Dios de lo que nunca soñó, y mientras pasa el invierno empiezan a sentirse como una familia. Finalmente Marty y Clark se dan cuenta de que se aman.

## Reparto
| Actor                 | Personaje         |
| --------------------- | ----------------- |
| Katherine Heigl       | Marty Claridge    |
| Dale Midkiff          | Clark Davis       |
| Skye McCole Bartusiak | Missie Davis      |
| Corbin Bernsen        | Ben Graham        |
| Theresa Russell       | Sarah Graham      |
| Oliver Macready       | Aaron Claridge    |
| Adam Loeffler         | Clint Graham      |
| Nick Scoggin          | Reverend Johnson  |
| Rutanya Alda          | Wanda Marshall    |
| Tiffany Amber Knight  | Laura Graham      |
| Jaimz Woolvett        | Wagon Train Scout |

## Diferencias con el libro
- En el libro "Love Comes Softly", Missie cumple apenas 2 años poco después de la llegada de Marty, y tiene nueve en la película. Clark y Marty son también mayores en la película que en el libro.
- El nombre del esposo de Marty es Clem en la novela y Aaron en la película.
- Los Graham son padres de 13 niños (11 vivos, 2 fallecidos) en la novela. Ben Graham era un viudo con 4 hijos, y Sarah Graham una viuda con 3, uno fallecido a los 7 años. Después tuvieron 6 juntos, uno de los cuales falleció pequeño. Lo mencionan en el capítulo 11 del libro. En la película solo tienen 4: 2 hijos de Ben y 2 hijas de Sarah. En la novela solo se refieren a Sarah como "Ma Graham" o Sra. Graham. Laura es hija de Ben en la novela y de Sarah en la película.
- Marty nombra a su bebé Claridge Luke en el libro, y Aaron Luke en la película.

## Premios
Las siguientes personas se llevaron a casa un "Camie Award" en 2003 por su papel en la película: 
- Michael Landon Jr. (director/guionista)
- Cindy Kelley (guionista)
- Janette Oke (historia original)
- Larry Levinson (productor ejecutivo)
- Robert Halmi Jr. (productor ejecutivo)
- Dale Midkiff (actor)
- Katherine Heigl (actriz)
- Skye McCole Bartusiak (actriz)

En 2004 Dale Midkiff ganó el "Grace Award" de MovieGuide por Actuación para televisión más Inspiradora.